# خودکشی اینترنتی
خودکشی اینترنتی یا خودکشی سایبری زمانی اتفاق می‌افتد که دو شخص یا بیشتر که از راه اینترنت با هم آشنا می‌شوند، با نقشه خودکشی از قبل طراحی شده اقدام به خودکشی می‌کنند.

## پیشینه
با وجود آنکه بیشتر این گونه خودکشی‌ها در کشور ژاپن که به نام «نتو شینجو» خوانده می‌شود، اتفاق می‌افتد، اما در کشورهای دیگر نظیر چین، کره جنوبی، آلمان، استرالیا، نروژ، کانادا، ایالات متحده آمریکا، سوئد و انگلیس نیز مواردی از این دست گزارش شده است. نخستین مورد خودکشی اینترنتی در اکتبر سال ۲۰۰۰ در کشور ژاپن صورت گرفت که به دلیل پوشش خبری گسترده‌ای که در این کشور داشت، به شدت بر سر زبان‌ها افتاد. در این واقعه یک مرد و دو زن جوان اقدام به خودکشی کردند. با وجود آنکه پوشش خبری این گونه خودکشی‌ها بالاست، اما حتی در ژاپن که میزان چنین مواردی بیش از کشورهای دیگر گزارش می‌شود، خودکشی اینترنتی تنها ۲٪ از خودکشی‌های گروهی و ۰٫۰۱٪ از آمار کل خودکشی‌ها را به خود اختصاص داده است. به طور مثال در سال ۲۰۰۳، ۳۴ مورد، ۲۰۰۴، ۵۰ مورد و ۲۰۰۵، ۹۱ مورد خودکشی اینترنتی در این کشور رخ داد. یک مورد بارز از این نوع خودکشی، مورد هیروشی میو است که به دلیل آنکه با فریب دادن برای انجام خودکشی سه تن که در اینترنت با آنها آشنا شده بود، در ۲۸ مارس ۲۰۰۷ به اعدام محکوم شد.

## بر پایه کشور

### اسرائیل
یکی از نخستین موارد خودکشی اینترنتی در اسرائیل در سال ۱۹۹۷ اتفاق افتاد. یک سرباز ۱۹ ساله پس از آنکه قصد خود مبنی بر خودکشی را در اینترنت فاش کرد و دستورالعمل استفاده از اسلحه خود یعنی ام ۱۶ را دریافت کرد، با شلیک به خود به زندگیش پایان داد. پس از این واقعه یک انجمن پیشگیری از خودکشی به نام ساهار در این کشور ایجاد شد که هدفش راهنمایی افرادی بود که افکار خودکشی داشتند. در سال ۲۰۰۵ و در پی افزایش خودکشی اینترنتی، پلیس اسرائیل واحد تازه‌ای شامل ۶ متخصص، به جهت شناسایی و کمک به افرادی که در اینترنت اعتراف به قصد خود مبنی بر انجام خودکشی می‌کنند را راه اندازی نمود. این واحد با مدیران انجمن‌های اینترنتی در ارتباط است و از آنها اطلاعات کاربرانی که مایل به خودکشی هستند را دریافت می‌کند. سالانه حدود ۲۰۰ مورد توسط این واحد کشف شده و از خودکشی‌های بسیاری جلوگیری می‌شود. پس از موفقیت این واحد پلیس اسرائیل، کشورهای دیگر نظیر آلمان، سوئد و فرانسه نیز اقدام به تأسیس چنین واحدی در پلیس نمودند.

## برای مطالعه
- بایدل, لوسی (دوازدهم آوریل 2008). "خودکشی و اینترنت". BMJ. 336 (7648): 800–2. doi:10.1136/bmj.39525.442674.AD. PMC 2292278. PMID 18403541. {{cite journal}}: Check date values in: |date= (help); Unknown parameter |coauthors= ignored (|author= suggested) (help)